# Alba-la-Romaine
Alba-la-Romaine è un comune francese di 1 464 abitanti situato nel dipartimento dell'Ardèche della regione dell'Alvernia-Rodano-Alpi.

## Società

### Evoluzione demografica
Abitanti censiti